# Foreigner (album de Cat Stevens)
Pour les articles homonymes, voir Foreigner (homonymie).
Albums de Cat Stevens
Catch Bull at Four
(1972) Buddha and the Chocolate Box
(1974)
Foreigner est le septième album studio du chanteur Cat Stevens, sorti en juillet 1973. Cet album contient la seule pièce longue de Stevens, plus de 18 minutes.

## Historique

### Contexte
En 1973, la musique de Stevens est à son apogée avec quatre albums consécutifs, Mona Bone Jakon, Tea for the Tillerman, Teaser and the Firecat et Catch Bull at Four, qui atteignent la certification de disque d'or ou de platine. Mais alors qu'il connaît un large succès auprès du public, Stevens trouve sa musique trop prévisible et veut sortir de sa routine. Il décide de produire son album seul, refusant le soutien de son producteur habituel Paul Samwell-Smith et de son premier guitariste Alun Davies qui avaient contribué à faire de lui un musicien connu. La volonté de Stevens de s'écarter de son style habituel est marquée par l'influence du rhythm and blues dans l'album. Le choix du titre Foreigner s'explique en partie par l'expatriation fiscale au Brésil que choisit Stevens en 1973.

### Enregistrement
Stevens enregistre l'album à Kingston, en Jamaïque.

### Réception
Malgré une troisième place au Billboard Hot 200 et de bonnes ventes, l'album ne reçoit pas de très bonnes critiques. Stevens chante Foreigner Suite pendant l'émission In Concert diffusée le 9 novembre 1973 sur ABC mais ne part pas en tournée pour promouvoir son album.

## Fiche technique

### Titres
Toutes les chansons sont de Cat Stevens.
1. Foreigner Suite – 18:21
2. The Hurt – 4:19
3. How Many Times – 4:29
4. Later – 4:46
5. 1001 Dream – 4:10

### Musiciens
Selon le livret inclut avec l'album :
- Cat Stevens : chant, Grand piano, piano électrique RMI, clavinet, claviers, synthétiseur, guitare acoustique, guitare synthétiseur, arrangements des cordes et des cuivres
- Phil Upchurch : guitare électrique
- Paul Martinez : basse
- Herbie Flowers : basse sur "How Many Times"
- Jean Roussel : claviers, arrangements des cordes, bois et cuivres
- Bernard Purdie : batterie, percussions
- Gerry Conway : batterie, percussions sur "Foreigner Suite"
- Patti Austin, Barbara Massey, Tasha Thomas : chœurs
- Tower of Power : cuivres

## Reprises
En 2009, Stevens, maintenant connu sous le nom de Yusuf Islam, s'engage en justice aux côtés de Joe Satriani : ils accusent le groupe Coldplay d'avoir copié une partie de leurs chansons (If I Could Fly pour Satriani et Foreigner Suite pour Stevens) pour réaliser la mélodie de Viva la Vida,,. Un accord à l'amiable est finalement trouvé entre les deux parties et Islam déclare qu'il pardonne le groupe britannique, pensant qu'il « ne l'a pas fait exprès ».